# محمد مثنى
محمد مثنى (1947 -) هو روائي وقاص وشاعر مسرحي يمني، يعرف بأنه من مؤسسي الرواية اليمنية.

## حياته ونشأته
محمد مثنى ولد في مدينة الحديدة عام 1947م، وأتم الدراسة بمدرسة ما كان يسمى (بالمدرسة الأحمدية)، واصل الدراسات العليا في جمهورية مصر العربية بمدينة القاهرة في الفترة من64-67م. أخذ دورة دراسية في معهد الميثاق للإعلام في الفترة 88-89م. ونال شهادة تقدير من وزارة الثقافة والإعلام للدور النقدي الأدبي في مهرجان المسرح اليمني، ونال شهادة تقدير وكأس محمود البدوي عند الفوز بالجائزة الأولى في القصة العربية بالإسكندرية عام 1990م، وحصل على درع نادي القصة (ال مقه) للعام 2002م، ونال جائزة السعيد للإبداع الفني المسرحي للعام 2001-2002م وكانت مسرحيته الفائزة هي مسرحية (قوس النسر) وهي عبارة عن جائزة مادية كانت بالنسبة إليه جائزة معنوية أكثر منها مادية (وقد أنشأت هذه الجائزة حديثا).

## مسيرته
بدأ محاولة الكتابة منذ عام 1973م وكانت أول قصة كتبها حظيت بالنشر في مجلة الكلمة التي كانت تصدر يوم ذاك بالحديدة شهريا هي قصة (الجوهرة) وثاني قصة (الكراتين) نشرت في العدد الخاص بالقصة اليمنية القصيرة من مجلة الحكمة للعام 1975م وقد كانت هذه القصة بمثابة الافتتاحية أو الفاتحة له كما يقول في البدء.

والاستمرارية إن لم تكن فاتحة للقصة اليمنية القصيرة الفنية في رحاب وتأثير الفنان محمد عبد الولي الذي تجاوز بفنه القصصي مرحلة المواعظ والإرشاد والاستجداء، وأيضا الهتاف والصراخ في الأعمال القصصية السابقة له على أيد من الكتاب أمثال محمد علي لقمان والبراق ومسواط وغيرهم (العديد من كتاب الخمسينات).
وتدعى فاتحة لأن من تحدثوا عن هذه القصة عدد من الكتاب والنقاد اليمنيين والعرب والأجانب واحتفوا بها لدرجة أن وضعها البعض في مصاف البشارة بولادة فنية وتركيبية حديثة لتقنية القصة القصيرة اليمنية، ومن هؤلاء الناقد الفرنسي(د/ رينو اتيان) الذي قام بترجمة نبذة ومقاطع من قصة الكراتين إلى الفرنسية وفقا للقضايا والأفكار التي أخضعها للنقد أو التناول بمجلة (الدراسات في أدب الجزيرة العربية والخليج) في عام 1988م الناطقة باللغة الفرنسية متحدثا عنها بإعجاب جم مما كان ذلك وغيره من التناولات اليمنية والعربية لهذه القصة والقصص الأخرى بمثابة الحافز والدافع الأكبر للاستمرارية والتطور الإبداعي بالنسبة له.يقول: وقد تواصلت كتاباتي للقصة القصيرة ثم الرواية فالمقالات الأدبية والدراسات والتناولات النقدية لعدد من الأعمال الكتابية والإبداعية.
وقد ترجمت له بعض من القصص إلى الإنجليزية والبعض إلى الفرنسية كما ترجمت قبل ذلك قصة (في جوف الليل) وهي من المجموعة القصصية الأولى التي صدرت له بالقاهرة إلى اللغة الصينية.
وفي عام 1989م فازت إحدى قصصه بعنوان الحي الجديد بالجائزة الأولى بالإسكندرية ولي عدة مشاركات في انشطة ثقافية وادبية وفنية داخلية وخارجية.

محمد مثنى من أعضاء اتحاد الأدباء والكتاب اليمنيين منذ عام 1976م، وكان فيه عضوا في المجلس التنفيذي والأمانة العامة كمسوؤل ثقافي ثم أمينا إداريا حتى وقت ليس ببعيد.

## مؤلفاته[5]
نشأة ومسار القصة والرواية اليمنية (دراسة أدبية)

القصة القصيدة والقصيدة القصة (دراسة أدبية)

كيف اكتب القصة (دراسة أدبية)

القصة وجذورها العربية (دراسة أدبية)

### أخرى:
- كتب عدداًَ من المقالات الأدبية والفنية وقد نشرت في عدد من المجلات اليمنية والعربية إضافةً إلى الملاحق الثقافية في الجرائد.
- ترجمت له العديد من القصص إلى اللغة الإنجليزية والفرنسية ومنها ما نشر بالجمهورية اليمنية (بلد الكاتب)، وكان مما ترجم له: قصة (الكراتين) وقصة (الكشك) وقصة (رحلة العمر) وقصة (مقاطع في لوحات) وقصة (عام جديد) وقصة (الضحية).

## جوائز[6]
- شهادة تقديرية من وزارة الثقافة للدور النقدي الأدبي في إحدى مهرجانات المسرح اليمني

- شهادة تقديرية وكأس (محمود البدوي) لفوزه بالجائزة الأولى في مسابقة القصة العربية في الإسكندرية عام 1989

- درع نادي القصة (إل مقة) لعام 2002

- جائزة السعيد للإبداع الفني المسرحي للعام 2002 عن مسرحية (قوس النسر)